# Kovács Katona Jenő
Kovács Katona Jenő (Alsószopor, 1910. február 8. – Kolozsvár, 1944. október 9.) író, újságíró, szerkesztő.

## Életútja
Középiskolát Nagykárolyban és a zilahi Wesselényi Kollégiumban végzett (1928), Brünnben műszaki (1928–29), Párizsban orvosi (1929–30), Kolozsvárt filozófiai (1931–33) tanulmányokat folytatott. Első írásait a Szilágyság és a Párizsi Kurír közölte, az Új arcvonal c. antológiában (1931) novellával jelentkezett; verseit és irodalompolitikai írásait az Ellenzék, Erdélyi Helikon, Temesvári Hírlap, Brassói Lapok, Független Újság hasábjain adta közre.
A kolozsvári Ady Endre Társaság tagja (1933); részt vett a vásárhelyi találkozó előkészítésében és tanácskozásain; bekapcsolódott az Erdély felfedezését szolgáló szociográfiai munkálatokba. 1938–40-ben Gaál Gábor mellett a Korunk segédszerkesztője, ill. felelős kiadója, a Munkás Athenaeum előadója, az Erdélyi Magyar Szó, a bécsi döntés után pedig a Népszava munkatársa. Részt vett az antifasiszta ellenállásban. A Gestapo 1944. október 9-én ismeretlen helyre elhurcolta, nyoma veszett, állítólag még Kolozsvár vagy Debrecen mellett számos más fogollyal együtt meggyilkolták.

## Munkássága
Mint az új, realista írónemzedék képviselője szembeszállott a nemzeti romantikával és elszigetelődéssel. Nemzeti magánügy című cikkében (Független Újság, 1936. máj. 23–30.) hivatásként jelölte meg: "Kutatni az érintkezési pontot, ahol magyar kisebbségi kérdéseink az átfogó és általános emberi problémákkal egy mederbe torkollanak, mert értékes tetteket és viszonylagosan végleges megoldásokat csak innen várhatunk." Kisebbségi autarkia című írásában (Független Újság, 1937. április 10–17.) hozzászólt a magyar szellemi irányzatok együttműködésének kérdéséhez, az ifjúsági parlament célja tekintetében együttműködést sürgetve a román néppel és a többi kisebbséggel.
A transzilvániai realizmus kérdése cím alatt (Korunk, 1938/5) az egész erdélyi magyar társadalom "belső átformálását és szükség szerinti megszervezését" hirdette. Kiállt az Erdélyi Enciklopédia realista programja mellett, s ha ironizáló hajlama szerint el is túlozta állásfoglalásait, kritikái a Korunkban élesen elválasztják a valóság új, a tényekkel szembenéző kifejezőit a hagyományos romantikától. A Vasmunkások Otthonában tartott előadásai (1939) az író és a munkásolvasó közös társadalmi-szociális céljaira utalnak.
Bár korai vértanú-halála megakadályozta évek óta készülő két regényének és átfogó falurajzának befejezésében, egy-egy részlet szépirodalmi munkáiból elárulta tényleíró módszerének értékeit: a Korunkban közölt Egy kallódó szilágysági falu (1937/10), Cigánysor (1938/12) és Partiumi táj (1939/5) című írásai szülőföldjének hű társadalmi ábrázolásával tűntek ki.
A 48-as Erdély című zsebkönyvben elemzi a 19. századi demokratikus forradalom ellentmondásait (nemzetiség, demokrácia, unió). Hozzáfogott Liviu Rebreanu Lázadás című regényének fordításához és egy Wesselényi-könyv megírásához, de ez a két munkája is befejezetlen maradt. Hagyatékát Jordáky Lajos őrizte meg.
Válogatott írásait, regénytöredékeit és naplójegyzeteit 1977-ben jelentette meg a Politikai Könyvkiadó. Arcképét Brósz Irma festette meg.